# Spiroctenus armatus
Spiroctenus armatus är en spindelart som beskrevs av Hewitt 1913. Spiroctenus armatus ingår i släktet Spiroctenus och familjen Nemesiidae. Inga underarter finns listade i Catalogue of Life.